# Shakti Kapoor
Shakti Kapoor (Delhi, 3 settembre 1958) è un attore indiano.
È noto per i suoi oltre trent'anni di ruoli da cattivo nei film di Bollywood, ma ha interpretato anche numerosi ruoli comici. Fra gli anni '80 e '90 ha fatto squadra con Kader Khan come duo buono o cattivo in oltre 100 film. Nel 1995 ha vinto il Filmfare Awards per la migliore interpretazione in un ruolo comico, grazie alla sua performance in Raja Babu.

## Filmografia parziale
- Veeru Ustaad, regia di Jagdish Nirula (1975)
- Khel Khilari Ka, regia di Arjun Hingorani (1977)
- Alibaba Marjinaa, regia di Kedar Kapoor (1977)
- Kasam Khoon Ki, regia di Ashok Roy (1977)
- Khel Kismat Ka, regia di S.K. Luthra (1977)
- Darwaza, regia di Shyam Ramsay e Tulsi Ramsay (1978)
- Dil Se Mile Dil, regia di Bhisham Kohli (1978)
- Sargam, regia di K. Viswanath (1979)
- Ninaithale Inikkum, regia di K. Balachander (1979)
- Jaani Dushman, regia di Rajkumar Kohli (1979)
- Ahinsa, regia di Chand (1979)
- Ganga Dham, regia di B.S. Thapa (1980)
- Aasha, regia di J. Om Prakash (1980)
- Lootmaar, regia di Dev Anand (1980)
- Morchha, regia di Ravikant Nagaich (1980)
- Qurbani, regia di Feroz Khan (1980)
- Kismet, regia di Bhisham Kohli (1980)
- Yari Dushmani, regia di Sikandar Khanna (1980)
- Bambai Ka Maharaja, regia di Shibu Mitra (1980)
- Nazrana Pyar Ka, regia di S.M. Sagar (1980)
- Paanch Qaidi, regia di Shibu Mitra (1981)
- Kasam Bhawani Ki, regia di Chand e M. Maroof (1981)
- Pyar Ki Manzil, regia di D.S. Azad (1981)
- Sadqa Kamli Wale Ka, regia di A. Shamsheer (1981)
- Chhade Malang, regia di Surendra Sinha (1981)
- Wardat, regia di Ravikant Nagaich (1981)
- Naseeb, regia di Manmohan Desai (1981)
- Rocky, regia di Sunil Dutt (1981)
- Dhanwan, regia di Surendra Mohan (1981)
- Yeh Rishta Na Tootay, regia di K. Vijayan (1981)
- Sahhas, regia di Ravikant Nagaich (1981)
- Khuda Kasam, regia di Lekh Tandon (1981)
- Tajurba, regia di Nikhil Saini (1981)
- Armaan, regia di Anand Sagar (1981)
- Aapas Ki Baat, regia di Harmesh Malhotra (1981)
- Meri Aawaz Suno, regia di S.V. Rajendra Singh Babu (1981)
- Be-Shaque, regia di Kashinath (1981)
- Poonam, regia di Harmesh Malhotra (1981)
- Laparwah, regia di Ravikant Nagaich (1981)
- Katilon Ke Kaatil, regia di Anil Hingorani e Arjun Hingorani (1981)
- Josh, regia di Raj N. Sippy (1981)
- "Kacche Heere" (1982) - Salim
- "Gumsum" (1982)
- "Dil Hi Dil Mein" (1982) - Mr. Verma
- "Satte Pe Satta" (1982) - Mangal Anand
- "Apna Bana Lo" (1982) - Paul
- "Badle Ki Aag" (1982) - Dacoit Kallu
- "Waqt Ke Shehzade" (1982) - Shakti Singh
- Swami Dada (1982) - Jaggu
- "Mehndi" (1982) - Shakti Ratan Singh
- "Main Awara Hoon" (1983) - Kundan
- "Kaise Kaise Log" (1983) - Bankhelal
- "Humse Na Jeeta Koi" (1983)
- II Hero (1983) - Jimmy Thapa
- "Chor Police" (1983) - Tony
- Himmatwala (1983) - Shakti N. Gopaldas
- "Mahaan" (1983) - Prem
- "Jaani Dost" (1983) - Nagendra
- "Jeet Hamaari" (1983) - Vijay
- "Justice Chaudhary" (1983) - Jay Singh/Shanker Singh
- "Qayamat" (1983) - Kaalia
- "Mawaali" (1983) - Ranjit
- "Zakhmi Sher" (1984) - Arsonist
- "Yeh Desh" (1984) - Dharamdas
- "Trakeeb" (1984)
- "Shapath" (1984) - Shakti
- "Raja Aur Rana" (1984) - Shakti Singh
- "Qaidi" (1984) - Sudarshan Lal
- "Mera Faisla" (1984) - Tony
- "Kanoon Meri Mutthi Mein" (1984)
- "Kaamyaab" (1984)
- "Jeene Nahi Dunga" (1984) - Shakti Singh
- "All Rounder" (1984) - Vikram
- "Akalmand" (1984) - Shakti
- "Inquilaab" (1984) - Koya Koya Atachi/Richard Lewis
- Tohfa (1984)
- "Ghar Ek Mandir" (1984)
- "Maqsad" (1984) - Nagpal
- "Baazi" (1984) - Rocky
- "Insaaf Kaun Karega" (1984) - Paltu
- "Inteha" (1984)
- "Haisiyat" (1984) - Ravi
- "Hum Hain Lajawab" (1984) ... B.K. Shrivastava
- "Zulm Ka Badla" (1985) ... Jagdish Kumar 'JK'/Sangram Singh
- "Yaar Kasam" (1985)
- Shiva Ka Insaaf (1985) ... Jaggan
- "Phaansi Ke Baad" (1985) - Abbas Mohammad Riyaz
- "Patthar Dil" (1985) - Do Rangi
- "Mera Saathi" (1985) - Bansi Das
- Karishma Kudrat Ka (1985) - Bhagad Singh
- "Hoshiyar" (1985) - figlio di Malpani
- "Ameer Aadmi Garib Aadmi" (1985)
- Aaj Ka Daur (1985) - Leo
- Mera Jawab (1985) - Danny
- "Do Dilon Ki Dastaan" (1985) - Shekhar
- "Rahi Badal Gaye" (1985) - Vikram Mehra 'Vicky'
- "Balidaan" (1985) - Johnny 'Chotey'
- "Pataal Bhairavi" (1985) - Hanuman
- "Yaadon Ki Kasam" (1985)
- "Masterji" (1985) - Bholashankar
- "Mohabbat" (1985) - Atmaram
- "Bhago Bhoot Aaya" (1985) - Jagjit/Mangal Singh
- "Pyari Behna" (1985) - Nekiram Chaturvedi
- "Baadal" (1985) - Vikram Singh
- "Wafadaar" (1985) - Prasad
- "Geraftaar" (1985) - Chutkiram
- "Insaaf Main Karunga" (1985) - Safar Khan
- "Singhasan" (1986) - Uggra Rao
- Palay Khan (1986) - British Officer Gulbar Khan
- "Mera Haque" (1986) - Dhartiprasad
- "Mera Dharam" (1986) - Bhawar Singh Danga
- "Jeeva" (1986) - Lakhan
- "Ghar Sansar" (1986) - Ringo
- "Dosti Dushmani" (1986)
- "Baat Ban Jaye" (1986) - Ravi/Ashok Khanna
- "Woman" (1986)
- "Angaarey" (1986) - Mr. Jolly
- "Aag Aur Shola" (1986) - Nagesh
- "Kaanch Ki Deewar" (1986) - Vikram Singh
- "Dilwala" (1986) - King Kong
- "Sultanat" (1986) - Shakkir
- "Dharm Adhikari" (1986) - Chottey Chaudhary
- "Pahunchey Hue Log" (1986)
- "Karamdaata" (1986) - Ajit
- "Jaanbaaz" (1986) - Raja
- "Muddat" (1986) - Jailor Kripal Singh
- Karma – Jagga/Jolly
- "Mazloom" (1986) - Barrister Rakesh
- "Asli Naqli" (1986) - Shakti Singh
- "Khel Mohabbat Ka" (1986) - Ranjeet
- "Watan Ke Rakhwale" (1987) - Koya Koya Attache
- "Sitapur Ka Geeta" (1987) - Thakur Bahadur Singh
- "Parivaar" (1987) - Avinash
- "Marte Dam Tak" (1987) - Ricku
- "Mard Ki Zabaan" (1987) - Monty
- "Insaniyat Ke Dushman" (1987) - Shakti Singh
- "Aag Hi Aag" (1987) - Gangua
- "Madadgaar" (1987) - Kader
- Dance Dance (1987) - Resham
- "Insaaf" (1987) - Police Inspector Laxman Bhinde
- "Satyamev Jayate" (1987) - Chaman Bagga
- "Hiraasat" (1987) - Sippy
- "Sindoor" (1987) - Shera
- "Jaan Hatheli Pe" (1987) - Rocky
- "Hifazat" (1987) - Lakhan
- "Himmat Aur Mehanat" (1987) - Mahesh Chand
- "Insaaf Ki Pukar" (1987) - Dinesh Lal
- "Superman" (1987) - Verma
- "Sone Pe Suhaga" (1988) - Joginder
- "Saazish" (1988)
- "Qatil" (1988) - Anand Verma
- "Pyar Mohabbat" (1988) -
- "Mar Mitenge" (1988) - Manjit Singh
- "Inteqam" (1988)
- "Bees Saal Baad" (1988) - Tantrik Baba
- "Aage Ki Soch" (1988)
- "Dariya Dil" (1988) - D.O. Gogi
- "Paap Ki Duniya" (1988) - Kisna
- "Pyar Ka Mandir" (1988) - Dilip
- "Charon Ki Saugandh" (1988) - Shakti Singh
- "Khatron Ke Khiladi" (1988) - Jaichand
- "Ram-Avtar" (1988) - Gundappa Swami
- Commando (1988) - Mirza
- "Waqt Ki Awaz" (1988) - Makhan S. Thakkar
- "Halaal Ki Kamai" (1988) Vinay Malhotra
- "Vijay" (1988) - Suresh Badanpati
- "Paap Ko Jalaa Kar Raakh Kar Dunga" (1988) - Shaadilal
- "Do Waqt Ki Roti" (1988) - Thakur Shakti Singh
- Teri Payal Mere Geet (1993) - Benni
- "Taaqatwar" (1989) - Munjal Khurana
- "Sachai Ki Taqat" (1989) - Dr. Narendra
- "Nishane Baazi" (1989)
- "Nafrat Ki Aandhi" (1989) - Chotu
- "I Mujrim" (1989) - Chandan
- "Majboor" (1989) - Janki Das
- "Mahadev" (1989) - Inspector Sharma
- "Hum Intezaar Karenge" (1989) - Kundan
- "Guru" (1989) - Vicky
- "Gharana" (1989) - Durlabh
- "Daav Pench" (1989) - Dhurjan
- "Charana" (1989)
- "Joshilaay" (1989)
- "Mil Gayi Manzil Mujhe" (1989)
- "Kasam Suhaag Ki" (1989)
- "Suryaa" (1989) - Ratan Chaudhary
- "Kahan Hain Kanoon" (1989)
- "Touheen" (1989) - Bihari
- "Rakhwala" (1989) - Police Inspector Dharam Raj
- "Garibon Ka Daata" (1989)
- "Jaisi Karni Waisi Bharni" (1989) - Vijay Verma
- "Abhimanyu" (1989) - Pannalal 'Panni' Double Horse Power
- "Jungbaaz" (1989) - Numbridas
- "Aakhri Ghulam" (1989) - Banwarilal
- "Gentleman" (1989)
- "Aag Se Khelna" (1989) - Shakha
- "Chaalbaaz" (1989) - Batuknath Lalan Prasad Maalpani/Balma
- "Veeru Dada" (1990) - Jagraj
- "Pyar Ka Karz" (1990) - Lalji
- "Pyar Ka Devta" (1990) - Dilip
- "Jeene Do" (1990) - Ispettore Himmat Singh
- "Izzatdaar" (1990) - Jedha Shankar
- "Gunahon Ka Devta" (1990) - Finto ispettore Bhinde
- "Badnaam" (1990)
- "Aag Ka Gola" (1990) - Ispettore Popat Lal
- "Mahasangram" (1990) - Babu Kasai Hyderabadi
- "Baap Numbri Beta Dus Numbri" (1990) - Prasad
- "Amiri Garibi" (1990) - Sher Singh
- "Jamai Raja" (1990) - Shakti
- Baaghi: A Rebel for Love (1990) - Dhanraj
- "Yaara Dildara" (1991)
- "Veerta" (1991)
- "Trinetra" (1991) - Ghanshyam
- "Shankara" (1991) - Popatlal Frockwala
- "Qurbani Rang Layegi" (1991) - Vicky
- "Mast Kalandar" (1991) - Isp. Sher Singh
- "Khoon Ka Karz" (1991) - Isp. P.K. Lele
- "Paap Ki Aandhi" (1991) - Isp./DCP Dilawar
- "Yeh Aag Kab Bujhegi" (1991)
- "Karz Chukana Hai" (1991) - Seth Usman
- "Do Matwale" (1991) - Sampath/Champath/Ganpath
- "Izzat" (1991)
- "Nachnewala Ganewala" (1991) - Maggu
- "Dharam Sankat" (1991) - Isp. Heeralal
- "Jhoothi Shaan" (1991) - Kuldip
- "Zulm Ki Hukuman" (1992) - Yeshwant Kohli
- "Virodhi" (1992) - Pratap
- "Umar 55 Ki Dil Bachpan Ka" (1992) - Govindram
- "Siyasat" (1992)
- "Pyar Hua Chori Chori" (1992) - Bishamber
- "Nagin Aur Lootere" (1992) - Tantric
- "Mere Sajana Saath Nibhana" (1992) - Bhola
- "I Maa" (1992) - Murli Manohar Khanna
- "Isi Ka Naam Zindagi" (1992) - Zamindar/Devraj
- "Insaaf Ki Devi" (1992) - Suraj Prakash
- "Ganga Ka Vachan" (1992)
- "Shola Aur Shabnam" (1992) - Boxer Deva
- "Suryavanshi" (1992) - Rajguru
- "Adharm" (1992) - Makhan Singh
- "Sahebzaade" (1992) - Thakur Bhanu Pratap
- "Sarphira" (1992) - Rocky
- "Parasmani" (1992) - Kanhaiya
- "Basanti Tangewali" (1992)
- "Zindagi Ek Jua" (1992) - Shakti Dholakia
- "Priya" (1992)
- "Tyagi" (1992) - Choudhary Shakti G. Dayal
- "Payal" (1992) - Dr. Shakti Kapoor
- Khiladi (1992) - Suresh Malhotra
- "Ganga Bani Shola" (1992)
- "Bol Radha Bol" (1992) - Gungu/Inspector Bhende
- "Honeymoon" (1992) - Dr. Nainsukh
- "Ghar Jamai" (1992)
- "Geet" (1992) - Hari Saxena
- "Phool" (1993) - Munna
- "Insaniyat Ka Devta" (1993) - Thakur Shakti Singh
- "Dosti Ki Saugandh" (1993)
- "Aankhen" (1993) - Tejeshwar
- "Phoolan Hasina Ramkali" (1993)
- "Bechain" (1993)
- "Divya Shakti" (1993) - Bharat Acharya
- "Baaghi Sultana" (1993)
- "Muqabla" (1993) - Khanna
- "Bomb Blast" (1993)
- "Krishan Avtaar" (1993)
- "Police Wala" - Ravindra Chakravorty (Ranu Dada)
- "Pardesi" (1993)
- "15th August" (1993)
- "Hag Toofan" (1993)
- "Aadmi" (1993) - I.G.P. Pratap Singh
- "Dil Tera Aashiq"(1993) - Black Eye
- "Dalaal" (1993) - Seth Jun Jun Wala
- "Aulaad Ke Dushman" (1993) - Dindayal Bhargav
- "Dhanwaan" (1993) - Banarasi
- "Aakhri Chetawani" (1993)
- "Shatranj" (1993) - Robin D. Verma
- "Zamane Se Kya Darna" (1994) - Shakti G. Singh/Vicky V. Singh
- Madam X (1994) - Champak Lal
- "Kranti Kshetra" (1994) - Prem Pardeshi
- "Khuddar" (1994) - Adarsh Vardhan
- "Ganga Aur Ranga" (1994)
- "Eena Meena Deeka" (1994) - Kali-Beggar
- "Do Fantoosh" (1994) - Laxman
- Chauraha (1994) ... Ispettore Bankelal
- "Andaz" (1994) - Shagun
- "Aatish: Feel the Fire" - Sunny
- "Aag Aur Chingari" (1994)
- Raja Babu (1994) - Nandu/Veeru
- "Prem Shakti" (1994) - Hoshiyar Singh
- "Laadla" (1994) - Tilak Bhandari
- "Anokha Premyudh" (1994)
- Andaz Apna Apna (1994) - Crime Master Gogo
- Aag (1994) - ispettore Suryadev Singh
- "Prem Yog" (1994) - Gulshan
- "Main Khiladi Tu Anari" (1994) - Goli
- Stuntman, regia di Deepak Balraj Vij (1994)
- "Mr. Azaad" (1994) - Garg
- "Raavan Raaj" (1995) - Auto Kesariya
- "Jallad" (1995) - Shakti Jackson
- "Imtihaan" (1995) - Shekhar
- "Bewafa Sanam" (1995) - Jailor Zalim Singh
- "Hathkadi" (1995) - Bhawani Shankar
- "Maidan-E-Jung" (1995) - Banarasi
- "Taqdeerwala" (1995) - Chota Ravan
- "Teenmoti" (1995)
- "Coolie No. 1" (1995) - Goverdhan
- "Dance Party" (1995) - Rocky
- "Sanjay" (1995) - Pratap Singh
- "Yaraana" (1995) - Bankha
- "Diya Aur Toofan" (1995) - Madanlal
- "Papi Gudia" (1996) - Charandas (Channi)
- "Namak" (1996) - Jagdish R. Nath/Prabhat K. Sharma
- "Jurmana" (1996) - J.J.
- "Jaan" (1996) - Banwari
- "Ek Tha Raja" (1996) - Lakhpat
- "Dil Tera Diwana" (1996) - Ambani
- "Apne Dam Par" (1996) - Ranjit Saxena
- "Sajan Chale Sasural" (1996) - Singer/Musician
- "Loafer" (1996) - Bhiku-Ravi's Mama
- "Krishna" (1996) - Raja
- "Mr. Bechara" (1996) - Mr. Natwarlal 'Romeo'
- "Bal Brahmachari" (1996) - Chote Chaudhary
- "Diljale" (1996) - Rajasaheb/Mantri
- "Beqabu" (1996)
- "Hum Hain Khalnayak" (1996) - Tikka Singh/Shakti Singh
- "Khilona" (1996) - Ronny
- "Shapath" (1997) - Havaldar Shakti Singh
- "Sanam" (1997) - Angara
- "Naseeb" (1997) - Lalli
- "Kaun Rokega Mujhe" (1997)
- "...Jayate (TV movie)" (1997) - Advocate S. Kapoor
- "Itihaas" (1997) - Navlakhi/Dholu
- "Daadagiri" (1997) - ACP Pratap Sinha
- "Bhoot Bhungla" (1997) - Thakur
- "Bhai Bhai" (1997) - Goga
- "Bhai" (1997) - Bharat
- "Banarasi Babu" (1997) - Manchala
- "Aakhri Sanghursh" (1997) - Vijay
- Judwaa (1997) - Rangeela
- Hero No. 1 (1997) - Babu
- "Jeevan Yudh" (1997) - Rani's accomplice
- "Zameer: The Awakening of a Soul" (1997) - Chedhi Lal
- "Mahaanta: The Film" (1997) - Inspector Dubey
- "Mere Sapno Ki Rani" (1997) - Mamaji
- "Prithvi" (1997)
- "Betaabi" (1997) - Ajmera
- "Deewana Mastana" (1997) - Neha's Uncle
- "Loha" (1997) - Mustafa
- "Zanjeer" (1998)
- "Gunda" (1998) - Chutiya
- "Chhota Chetan" (1998) - Baba Khondol
- "Barsaat Ki Raat" (1998)
- "Miss 420" (1998) - CBI Chief
- "Keemat: They Are Back" (1998) - Lala Bhajanlal
- "Maharaja " (1998) - Bhalu Prasad Bihari Orey
- "Zulm-O-Sitam" (1998) - Imli Dada
- "Bandhan" (1998) - Billu
- "Hero Hindustani" (1998) - Cadbury
- "Mehndi" (1998) - Banne Miya
- "Himmatwala" (1998)
- "Hum Aapke Dil Mein Rehte Hain" (1999) - Khairati Lal
- "Daag: The Fire" (1999) - Dr. Anand
- "Lal Baadshah" (1999) - Balu (Lal's Secretary)
- "Jaanam Samjha Karo" (1999) - Harry
- "Silsila Hai Pyar Ka" (1999) - Rakesh Nath/Roxy
- "Rajaji" (1999) - Dhanpat Rai
- "Hindustan Ki Kasam" (1999) - Verma
- Hello Brother (1999) - Khanna
- Jodi No.1 (2001) - Insp. Shakti Singh (Mumbai)
- Ehsaas: The Feeling (2001) - Principal
- Hungama (2003) - 'Raddiwala' Tejabhai alias Kachara Seth
- Hulchul (2004) - Kashinath
- Smile Please (2004)
- Qatal-E-Aam (2005)
- Zameer: The Fire Within (2005) - Dildar
- Barsaat (2005) - Mr. Virwani
- Dosti: Friends Forever (2005) - Bharucha
- Tom, Dick, and Harry - Ispettore P.K. Waghmare
- Love In Japan (2006) - Bangha
- Malamaal Weekly (2006) - Joseph
- Souten: The Other Woman (2006) - Sumer Singh
- Chup Chup Ke (2006) - Natwar
- Shaadi Karke Phas Gaya Yaar (2006) - Mr. Kapoor
- Bhagam Bhag (2006) - Guru, zio di Anjali
- Nehlle Pe Dehlla (2007) - Balram 'Balu' Sahni
- Bombay to Goa - A.C.P Shakti Singh
- Hastey Hastey - Follow Your Heart (2008) - Tony
- Don Muthu Swami (2008) - Noora
- Woodstock Villa (2008) - Chawla
- Khushboo (2008) - Chugh
- Khallballi! (2008) - Bhadak Singh
- Baabarr (2009) - Sarfaraz Qurishi
- Meri Life Mein Uski Wife (2009) - Padam Kumar Lele
- De Dana Dan (2009) - Musa Hirapurwala/Suber
- Teen Patti (2010) ... Prem London
- Mr. Bhatti on Chutti (2010) ... Turista
- Malik Ek (2010) ... Kulkarni
- No Problem (2010) ... commissario Khurana
- Naughty @ 40 (2011) ... Sharafat Ali
- Bin Bulaye Baraati (2011) ... Ajay Prakash
- Deewana Main Deewana (2013) ... Basant Kumar
- Sahasam (2013) ... Sultan
- Mr Joe B. Carvalho (2014)